# Понґовець (Мазовецьке воєводство)
Понґовець (пол. Pągowiec) — село в Польщі, у гміні Стара Блотниця Білобжезького повіту Мазовецького воєводства.
Населення — 127 осіб (2011).
У 1975-1998 роках село належало до Радомського воєводства.

## Демографія
Демографічна структура станом на 31 березня 2011 року:
|          | Загалом | Допрацездатний вік | Працездатний вік | Постпрацездатний вік |
| -------- | ------- | ------------------ | ---------------- | -------------------- |
| Чоловіки | 60      | 18                 | 33               | 9                    |
| Жінки    | 67      | 15                 | 37               | 15                   |
| Разом    | 127     | 33                 | 70               | 24                   |